# يوليوس قيصر (فلم 1914)
يوليوس قيصر (الإيطالي: Giulio Cesare) هو فيلم أبيض وأسود تاريخي إيطالي صامت إنتاج عام 1914 أخرجه إنريكو غوازوني وبطولة أمليتو نوفيلي ، وبروتو كاستيلاني ، وبينا مينيتشيلي. مستوحى من مسرحية ويليام شكسبير عام 1599 التي تحمل نفس العنوان ، يصور الفيلم الأحداث التي أدت إلى اغتيال يوليوس قيصر. في أعقاب فيلم كو فاديس الناجح دوليًا من غوازوني، تم إنتاجه على نطاق ملحمي ، بما في ذلك مجموعات شاسعة أعادت إنشاء روما القديمة وأكثر من 20 ألف عنصر إضافي.

## أحداث الفيلم
طموح يوليوس قيصر المتنامي مدعاة لقلق صديقه المقرب بروتوس. يقنع كاسيوس بروتوس بالمشاركة في مؤامرته لاغتيال قيصر ، لكن كلاهما قلل بشدة من تقدير مارك انتونيو.

## طافم العمل
- أمليتو نوفيلي في دور يوليوس قيصر
- بروتو كاستيلاني
- إيرين ماتاليا في دور سيرفيليا
- اجناسيو لوبي
- أوغستو ماستريبيتري
- أنطونيو نزاري في دور بروتوس
- جيانا تريبيلي-جونزاليس
- ليا أورلانديني
- روفو جيري
- بينا مينيشيلي
- أورلاندو ريتشي

## روابط خارجية
- يوليوس قيصر  في قاعدة بيانات الأفلام على الإنترنت (بالإنجليزية)
- يوليوس قيصر على موقع أول موفي.
- يوليوس قيصر (فلم 1914) في قاعدة بيانات تيرنر كلاسيك موفيز للأفلام.